# Comuna Borovo, Ruse
Obștina Borovo (comuna Borovo) este o unitate administrativă în regiunea Ruse din Bulgaria. Cuprinde un număr de 7 localități.  Reședința sa este orașul Borovo. Localități componente:

## Demografie
Componența etnică a comunei Borovo
     Romi (16,39%)
     Bulgari (62,13%)
     Turci (16,47%)
     Nicio identificare (4,54%)
     Altele (0,45%)
La recensământul din 2011, populația comunei Borovo era de 6.101 locuitori. Din punct de vedere etnic, majoritatea locuitorilor (62,13%) erau bulgari, existând și minorități de turci (16,47%) și romi (16,39%). Pentru 4,54% din locuitori nu este cunoscută apartenența etnică.